# Едді Калверт
Альберт Едвард 'Едді' Калверт (англ. Albert Edward 'Eddie' Calvert нар. 15 березня 1922, Престон — пом. 7 серпня 1978, Йоганнесбург) — англійський трубач, який мав найбільший успіх у 1950-х роках. У період з 1953 по 1958 рік Калверт сім разів зі своїми інструментальнимих хітами потрапляв до британського чарту, а двічі його очолював з мелодіями «Oh, Mein Papa» в 1953 році та «Cherry Pink (and Apple Blossom White) в 1955 році.

## Біографія
Калверт народився в Престоні, Ланкашир, Англія. Незабаром він навчився грати на різноманітних інструментах, найбільше грав на трубі
Після Другої світової війни, демобілізувавшись, він позичив гроші у батька, щоб отримати першу роботу в манчестерському оркестрі Після його виступу на телебаченні з оркестром Стенлі Блека, захоплений диктор представив його як „Людина з золотою трубою“ — влучний опис, який залишився з ним до кінця його музичної кар'єри.
Стиль Калверта був незвично індивідуалістичним, і він став популярним музикантом на радіо та телебаченні BBC протягом 1950-х років. Розпочавши з лейблу Melodisc у 1949—1951 роках, надалі він почав співпрацювати із Columbia, яка видала дві платівки: «О, мій батьку» (Oh Mein Papa), а через рік — «Вишневий рожевий колір і яблуневий білий колір» (Cherry Pink and Apple Blossom White). Він став першим британським інструменталістом, який досяг першого місця в UK Singles Chart, перебуваючи там протягом дев'яти тижнів, і першим отримав золотий диск у Великій Британії за інструментальний трек.
Подальші записи „John and Julie“ і „Mandy“, теж потрапляли до топ-10 чарту. Серед інших мелодій були «Stranger in Paradise» (1955), «The Man with the Golden Arm» (1956) і «Jealousy» (1960). Також 1958 року він зіграв роль трубача в американсько-британському пригодницькому фільмі За межами Момбаси.
Калверт у співавторстві написав пісню «My Son, My Son», яка стала хітом для Віри Лінн у 1954 році. Попри те, що він був інструментальним музикантом, його тематична музика до фільму «Людина із золотою рукою» була заборонена BBC «через зв'язок із фільмом про наркотики».
Оскільки музика почала змінюватися в 1960-х роках, зі світовою популярністю таких груп, як «Бітлз» та жанру рок-н-ролу, музичні виступи Калверта стали менш популярними серед покупців платівок.
До 1968 року Калверт розчарувався в лейбористському уряді Гарольда Вільсона і особливо критично ставився до політики Лондона щодо Родезії. В результаті після світового туру, який включав кілька зупинок в Африці, він покинув Велику Британію, зробивши Південну Африку своїм домом. Він продовжував виступати там і був постійним відвідувачем Родезії.
7 серпня 1978 року Калверт помер від серцевого нападу у ванній кімнаті свого будинку в Ривонії, Йоганнесбург. Йому було 56 років.

## Ранні записи
- Melodisc — 78rpm (c 1949—1951)
  - 1022 Eddie Calvert & His Rumba Band — «Miserlou» / Eddie Calvert & Orchestra — «Hora Samba»
  - 1023 Eddie Calvert & Orchestra — «Gypsy Lullaby» / «Son Mambo»
  - 1178 Eddie Calvert & Orchestra — «With A Song in My Heart» / «Kiss Me Again»
- Melodisc 45rpm EP (c 1955)
  - EPM 7–58 Eddie Calvert and His Rumba Band — Eddie Calvert Plays Latin American — «Miserlou» / «Hora Samba» / «Gypsy Lullaby» / «Son Mambo»

## Сингли
- «Oh Mein Papa[en]» (#1) — 1953
- «Cherry Pink and Apple Blossom White[en]» (#1) — 1955
- «Stranger in Paradise[en]» (#14) — 1955
- «John and Julie» (#6) — 1955
- «Zambesi» (#13) — 1956
- «Mandy (La Pense)» (#9) — 1958
- «Little Serenade» (#28) — 1958[3]